# Чигарьова Євгенія Іванівна
Євгенія Іванівна Чигарьова  ({{ |1}} 13 лютого 1939, Воронеж) — радянський та російський музикознавець, філолог, педагог, музичний критик. Доктор мистецтвознавства, професор.

## Біографічні дані
1962 року закінчила філологічний факультет Московського державного університету.
1968 року закінчила Московську консерваторію за спеціальністю «музикознавство», 1972 року — аспірантуру при консерваторії.
1977 року захистила кандидатську дисертацію (науковий керівник — Є. В. Назайкінський).
У 1992 та 1993 роках проходило наукове стажування в Інституті світової літератури ім. А. М. Горького (відділ теорії літератури, науковий консультант — доктор філологічних наук О. В. Михайлов).
1998 року захистила докторську дисертацію (тема: «Моцарт у контексті культури його часу. Художня індивідуальність. Семантика»).
У 1963—1970 роках викладала в Дитячій музичній школі при Музичному училищі Московської консерваторії.
у 1970—1985 роках — виклалач теоретичних дисциплін Музичного училища при Московській консерваторії.
З 1985 року працює на кафедрі теорії музики Московської консерваторії. З 1986 року — доцент, з 2002 року — професор.
Серед учнів: музикознавці Ю. Бочаров, Л. Кирилліна, В. Ценова; Е. Дубінець, А. Казурова, І. Скворцова; композитори Є. Бутузова, С. Загній, К. Уманський, Є. Фірсова.

## Наукова діяльність
Напрями науково-дослідної діяльності: австрійська культура, творчість В. А. Моцарта та його сучасників, проблеми музичної мови в деяких стилях XX століття (Б. Бартока, А. Г. Шнітке, А. Л. Локшина та інших), семантика музичної мови, слово та музика, художня індивідуальність музичного твору

## Громадська антивність
- Член Спілки композиторів Росії;
- Член Російського відділення Міжнародного товариства з вивчення творчості І. Гете та культури його часу при Науковій раді з історії світової культури Російської академії наук (Московське відділення Goethe-Gesellschaft in Weimar)

## Звання та нагороди
- Лауреат ІІІ Всесоюзного конкурсу музикознавців ім. Б. В. Асаф'єва (1992, за книгу «Альфред Шнітке: нарис життя і творчості», у співавторстві з В. Н. Холопової).

## Сім'я
- Перший супруг: Бобровський Віктор Петрович (1906—1979) — доктор мистецтвознавства, професор.
- Другий супруг: Тураєв Сергій Васильович (1911—2008), — літературознавець, доктор філологічних наук, професор.

## Друковані праці

### Книги
- Альфред Шнитке: Очерк жизни и творчества [у співавторстві з В. Н. Холоповою]. — М., 1990;
- Оперы Моцарта в контексте культуры его времени: Художественная индивидуальность. Семантика. — М., 2000. 2-е изд. 2001;
- Жизнь музыки. К 100-летию со дня рождения В. П. Бобровского. Составитель (совместно с Е. Р. Скурко) и автор статьи. Научные труды Московской государственной консерватории имени П. И. Чайковского. Сборник 64. — М., Научно-издательский центр «Московская консерватория», 2009. 269 с.
- На пути к вере. Воспоминания и размышления. — М.: Волшебный фонарь, 2010. 174 С.
- Бела Барток сегодня. Сборник статей. Научные труды Московской государственной консерватории имени П. И. Чайковского. Сборник 74. — М., Научно-издательский центр «Московская консерватория», 2012. 198 с.
- Художественный мир Альфреда Шнитке. Очерки. — СПб., «Композитор», 2015. 367 с.

### Статті
- «Тема-эпиграф» Пятнадцатого квартета (Бетховена) // Советская музыка. 1970. № 12;
- О связях музыкальной темы с гармонической и композиционной структурой музыкального произведения в целом // Проблемы музыкальной науки. Вып. 2. —М., 1972;
- О тематической драматургии в опере Моцарта «Дон-Жуан» // Вопросы оперной драматургии. — М., 1975;
- Стилистические особенности симфоний А. Локшина // Музыка и современность. Вып. 10. — М., 1976;
- Проблемы музыкального языка Белы Бартока в некоторых работах зарубежных музыковедов // Бела Барток. — М., 1977;
- Индивидуализирующий комплекс темообразующих выразительных средств в условиях современного музыкального языка и его классические истоки // Проблемы музыкальной науки. Вып. 4. — М., 1979;
- Памяти Альфреда Шнитке // Альфреду Шнитке посвящается. К 65-летию со дня рождения. Из собраний «Шнитке-центра». Вып. 1. — М., 1999;
- Шнитке и Шёнберг // Альфреду Шнитке посвящается. Из собраний «Шнитке-центра». Вып. 2. — М., 2001;
- Музыкальные формы в литературе (в интерпретации филологов и музыковедов) // Музыковедение к началу века: прошлое и настоящее. — М., 2002;
- Die Symphonien Alexander Lokschins und ihre stilistischen Besonderheiten // Ein unbekanntes Genie: Der Symphoniker Alexander Lokschin. — Вerlin, 2002;
- Годы учения у Альфреда Гарриевича Шнитке // Альфреду Шнитке посвящается. Из собраний «Шнитке-центра». Вып. 3. — М., 2003;
- О методе «функционального анализа» Ханса Келлера // Музыкальное образование в контексте культуры: вопросы теории, истории и методологии музыкального образования. — М., 2003;
- Седьмая и Восьмая симфонии Альфреда Шнитке как макроцикл (в контексте его творчества) // Альфреду Шнитке посвящается… К 70-летию композитора. Вып. 4. — М., 2004;
- Принцип прозы в музыкальном мышлении ХХ века // Музыкальное образование в контексте культуры: вопросы теории, истории и методологии. — М., 2004;
- О позднем стиле [А. Шнитке] // Музыкальная академия. 2004. № 4;
- Бела Барток: «Высочайший музыкальный синтез эпохи» // Венгерское искусство и литература ХХ века. — СПб., 2005;
- Полистилистика // Теория современной композиции. — М., 2005;
- Альфред Шнитке // История отечественной музыки второй половины ХХ века. — М., 2005;
- Ein Komponist im heutigen Russland und sein Werk — Alexander Neduev // Der schmale Pfad. Ortodoxe Quellen und Zeugnisse. B. 9. September 2004;
- Встречи, беседы, музыка // А. Л. Локшин — композитор и педагог. — М., 2006;
- Творчество Альфреда Шнитке в контексте немецко-австрийской романтической традиции // Альфреду Шнитке посвящается… Вып. 5. — М., 2006;
- Бобровский о Шостаковиче // Д. Д. Шостаковичу посвящается… К 100-летию со дня рождения композитора. — М., 2007;
- О музыкальной организации литературного произведения (на примере рассказов Чехова) // Слово и музыка. Вып. 2. Редакторы-составители: Е. И. Чигарёва, Е. М. Царёва, Д. Р. Петров. М., 2008
- Мои воспоминания о Ю. Н. Холопове // AD MUSICUM. К 75-летию со дня рождения Юрия Николаевича Холопова: Статьи и воспоминания / Редактор-составитель В. Н. Холопова. — М., 2008;
- Музыка, молчание, тишина, молитва… // Христианские образы в искусстве. Вып. 2. Сборник трудов РАМ им. Гнесиных. Сборник 171. Составитель и ответственный редактор И. С. Стогний. — М., 2008. — С. 12−19;
- Неоромантизм и неоканонические тенденции в отечественной музыке последней трети ХХ века // Мир романтизма. Материалы международной научной конференции «Мир романтизма». Т. 13 (37). Научный редактор И. В. Карташова. — Тверь, 2008. — С. 77−81;
- О семантике тональностей у Альфреда Шнитке // Альфреду Шнитке посвящается. Вып. 6. Редактор-составитель А. В. Богданова, Е. Б. Долинская. — М.: Композитор, 2008. — С. 19−35;
- О неориторике в музыке ХХ века // Музыкальное образование в контексте культуры: вопросы теории, истории и методологии. Материалы научной конференции РАМ им. Гнесиных. Редактор-составитель Л. С. Дьячкова. — М., 2009. — С. 148−157;
- Семантический и интонационный комплекс «Волшебной флейты» в творчестве Моцарта // От Моцарта до Шнитке. К 70-летию Евгении Ивановны Чигарёвой. Составитель Е. А. Доленко. — М.: Издатель Доленко, 2010. — С. 91−117.